# Jan Peerce
Jan Peerce, eigentlich Jacob Pincus Perelmuth (* 3. Juni 1904 in New York City; † 15. Dezember 1984 ebenda), war ein US-amerikanischer Opernsänger (Tenor).

## Leben
Der Sohn einer jüdischen New Yorker Familie studierte zunächst an der Columbia University Medizin und wurde 1920 Geiger in einem Unterhaltungsorchester.
Seine Gesangskarriere begann 1932 mit einem Konzert in der Radio City Music Hall, wo er zunächst als Radio- und Konzertsänger fest engagiert wurde. Dies führte zu einer gewissen Bekanntheit, aufgrund deren er 1938 sein erstes Opernengagement erhielt, als Herzog von Mantua in Giuseppe Verdis Rigoletto in Philadelphia.
Aufgrund starker antisemitischer Tendenzen in den USA änderte er – ebenso wie viele andere Künstler (Roberta Peters, Robert Merrill und Peerces Schwager Richard Tucker) seinen jüdisch klingenden Namen in Jan Peerce, um seiner Karriere nicht zu schaden.
1941 schließlich wurde der Sänger an die Metropolitan Opera in seiner Heimatstadt New York engagiert, der er bis 1966 als festes Ensemblemitglied angehörte.
Arturo Toscanini setzte den Tenor in der Folge häufig in seinen Konzerten und Aufnahmen mit dem NBC Symphony Orchestra ein, so etwa in Beethovens Fidelio und als Tenorsolist in der 9. Sinfonie, in Verdis La traviata und Un ballo in maschera, Puccinis La Bohème und in dem legendären Film Hymn of the Nations, bei dem Verdis Hymne der Nationen aufgeführt wurde. Der Dirigent lobte immer wieder Peerces Professionalität ebenso wie seine Musikalität.
In den 50er Jahren trat Peerce zusammen mit anderen Stars der Met wie Eileen Farrell, Richard Tucker und Robert Merrill häufig in Open-Air-Konzerten im Lewisohn Stadium in New York auf, was seine Popularität nicht unwesentlich steigerte.
Konzerttourneen mit dem Ensemble der Met und mit seinem Klavierbegleiter Warner Bass führten den Sänger in die ganze Welt. 1956 war Peerce der erste Amerikaner, der als „Kulturbotschafter“ am Bolschoi-Theater in Moskau auftrat.
1966 schied er zwar aus dem Ensemble der Metropolitan Opera aus, trat aber weiterhin als Gast auf. Allerdings reduzierte er seine Auftritte und begann Meisterkurse zu geben.
1971 trat er am Broadway als Tevye in dem Musical Fiddler on the Roof auf. Seinen endgültigen Bühnenabschied nahm der Sänger erst 1982 mit 78 Jahren, ohne dass seine Stimme ernsthaften Schaden genommen hätte.
Zwei Jahre später starb er in seiner Heimatstadt.
Er hinterließ eine große Menge bedeutender Opern- und Konzert-Aufnahmen, vor allem diejenigen unter Toscanini.